# Xylosma simulans
Xylosma simulans är en videväxtart som beskrevs av Albert Charles Smith. Xylosma simulans ingår i släktet Xylosma och familjen videväxter. Inga underarter finns listade i Catalogue of Life.